# أولاد الغول
أولاد الغول مسلسل درامي تونسي يتكون من ثلاثين حلقة، عُرض في رمضان سنة 2021 على قناة التاسعة، وهو من تأليف رفيقة بوجدي وإخراج مراد بن الشيخ، كما قام الفنان صابر الرباعي بغناء شارة المسلسل.
تدور أحداث المسلسل في الفترة الممتدة بين أواخر التسعينيات وأوائل الألفينيات، حيث يتطرق إلى العديد من القضايا الاجتماعية أهمها التفكك الأسري والطمع وتجارة المخدرات.

## القصة
تتمحور أحداث المسلسل حول رجل الأعمال الثري، إسماعيل الغول، الذي يتاجر في المخدرات، لكنه يؤسس شركة يخفي ورائها ذلك. يعيش إسماعيل الغول صراعات وعلاقات متوترة مع عائلته، مثل زوجته كاملة، وابنه هارون الذي يعيش مشاكل مع طليقته سلوى، وابنته بيّة، التي تعيش علاقة غير شرعية مع حبيبها التوهامي، مما يجبر عائلتها على تزويجها منه، وابنه قابيل، ذو الشخصية الغامضة. إضافة إلى ذلك، لدى إسماعيل ابن آخر من علاقته مع حبيبته أمينة، يُدعى يوسف. يعيش يوسف مع العائلة دون أن يعرف هوية والدته الحقيقية، حيث يرفض إسماعيل أن يخبره الحقيقة في كل مرة يسأله يوسف.
مع تقدم الأحداث، يتزوج يوسف من حبيبته التي تدرس في الجامعة، مريم، مما يغضب شقيقه هارون، الذي يحبها أيضًا. هذا الأخير يقتل إسماعيل، حيث لم يعد يحتمل تصرفات والده القاسية معه، فتقوم والدته كاملة بتدبير المؤامرات، لإنقاذ ابنها وإيهام الشرطة أن يوسف هو من قتل والده، فيقع إلقاء القبض عليه.

## الشخصيات
- فتحي الهداوي: «إسماعيل الغول» رجل أعمال ثري، رب العائلة في منزل الغول
- وحيدة الدريدي: «كاملة الغول» زوجة إسماعيل
- ربيعة بن عبد الله: «أمينة» حبيبة إسماعيل
- حلمي الدريدي: «هارون الغول» ابن إسماعيل وكاملة
- فارس الأندلسي: «يوسف الغول» إبن إسماعيل وأمينة
- ياسمين بوعبيد: «مريم» طالبة جامعية، زوجة يوسف
- سارة الحناشي: «بيّة الغول» ابنة إسماعيل وكاملة
- بلال بريكي: «التوهامي» حبيب بيّة، ثم زوجها
- يوسف مكسي: «قابيل الغول» ابن إسماعيل وكاملة
- مرام بن عزيزة: «جميلة» طالبة جامعية، زميلة مريم
- أميرة درويش: «سلوى» طليقة هارون
- شاكرة رماح: «فاطمة» والدة مريم
- فتحي المسلماني: «خالد» محاسب في شركة الغول
- يونس الفارحي: «فريد» المحقق في مقتل إسماعيل الغول
- فاطمة الفالحي: «سيدة» صديقة أمينة